# Ham-sur-Meuse
Ham-sur-Meuse ist eine französische Gemeinde mit 226 Einwohnern (Stand 1. Januar 2022) im Département Ardennes in der Region Grand Est (bis 2015 Champagne-Ardenne). Sie gehört zum Arrondissement Charleville-Mézières und zum Gemeindeverband Ardenne, Rives de Meuse.

## Geographie

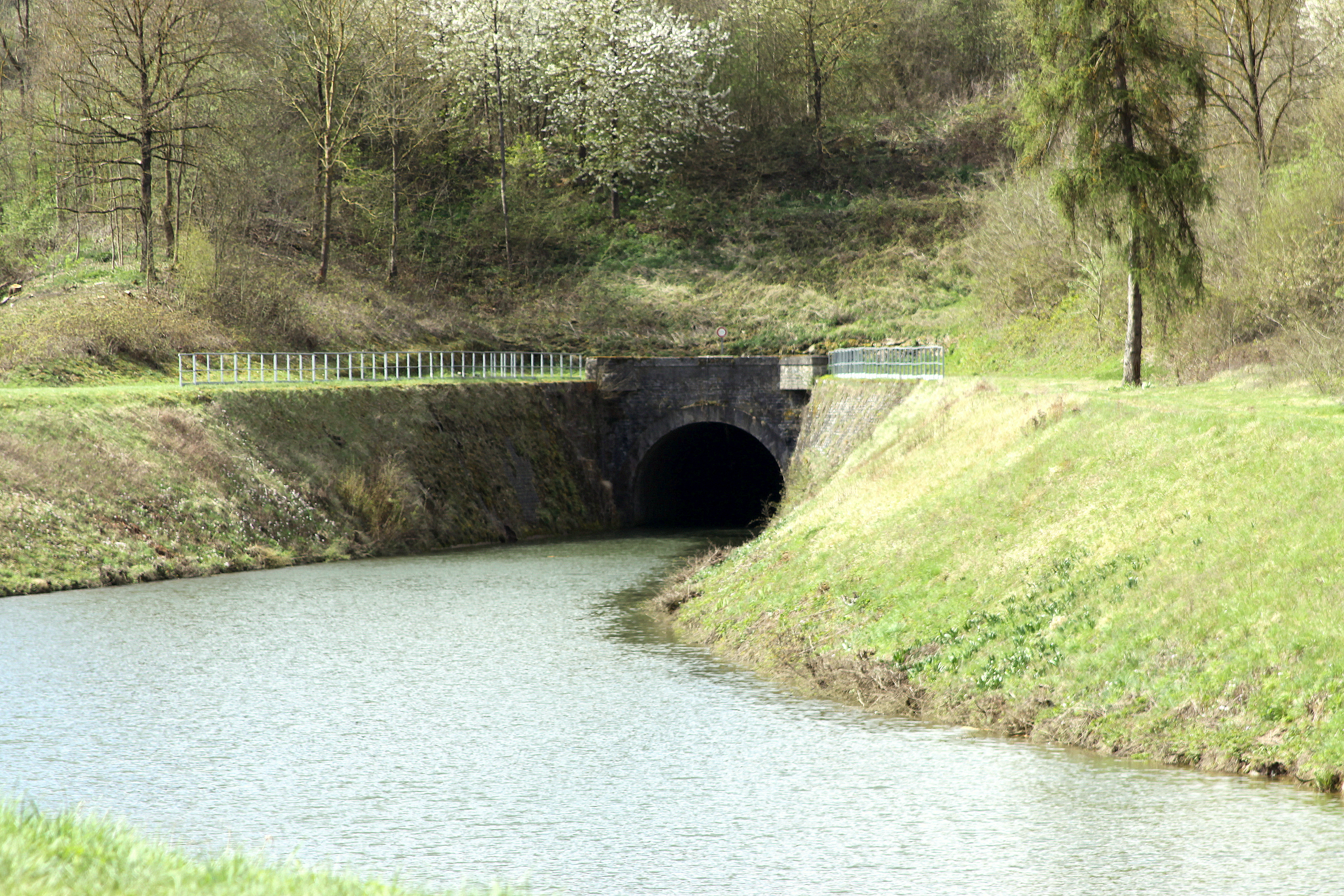
Eingang zum Kanaltunnel Ham-sur-Meuse

Ham-sur-Meuse liegt an der Maas (französisch: Meuse) in den Ardennen, zwei Kilometer von der Grenze zu Belgien entfernt, 45 Kilometer nördlich der Départementshauptstadt Charleville-Mézières und etwa 50 Kilometer südlich von Namur. Die Maas beschreibt in Ham-sur-Meuse eine 180°-Schleife, an deren Innenseite auf einem Gleithang das Dorf Ham hochwassersicher errichtet wurde. Der parallel zur Maas verlaufende Canal de la Meuse zweigt auf der Höhe von Ham-sur-Meuse in einen Kanaltunnel ab, der eine weitere 180°-Maasschleife abkürzt. Zum Gemeindegebiet gehören die Flussinseln Islon Judas und Île Gistrois sowie ein schlauchförmiges, fünf Kilometer nach Süden ausladendes Bergwaldgebiet. In unmittelbarer Nachbarschaft befindet sich das Kernkraftwerk Chooz, das man von jedem Punkt des Dorfes Ham aus sehen kann.
Die angrenzenden Gemeinden sind Foisches im Norden, Chooz im Osten, Hargnies im Süden sowie Aubrives im Westen.
Das 6,19 km² große Gemeindegebiet von Ham-sur-Meuse ist Teil des Regionalen Naturparks Ardennen.

## Bevölkerungsentwicklung
| Jahr      | 1962 | 1968 | 1975 | 1982 | 1990 | 1999 | 2010 | 2021 |
| --------- | ---- | ---- | ---- | ---- | ---- | ---- | ---- | ---- |
| Einwohner | 79   | 67   | 200  | 239  | 276  | 248  | 252  | 227  |

Im Jahr 1990 wurde mit 276 Bewohnern die bisher höchste Einwohnerzahl ermittelt. Die Zahlen basieren auf den Daten von cassini.ehess und INSEE.

## Sehenswürdigkeiten
- Kirche Saint-Rémi
- Kapelle Saint-Nicolas

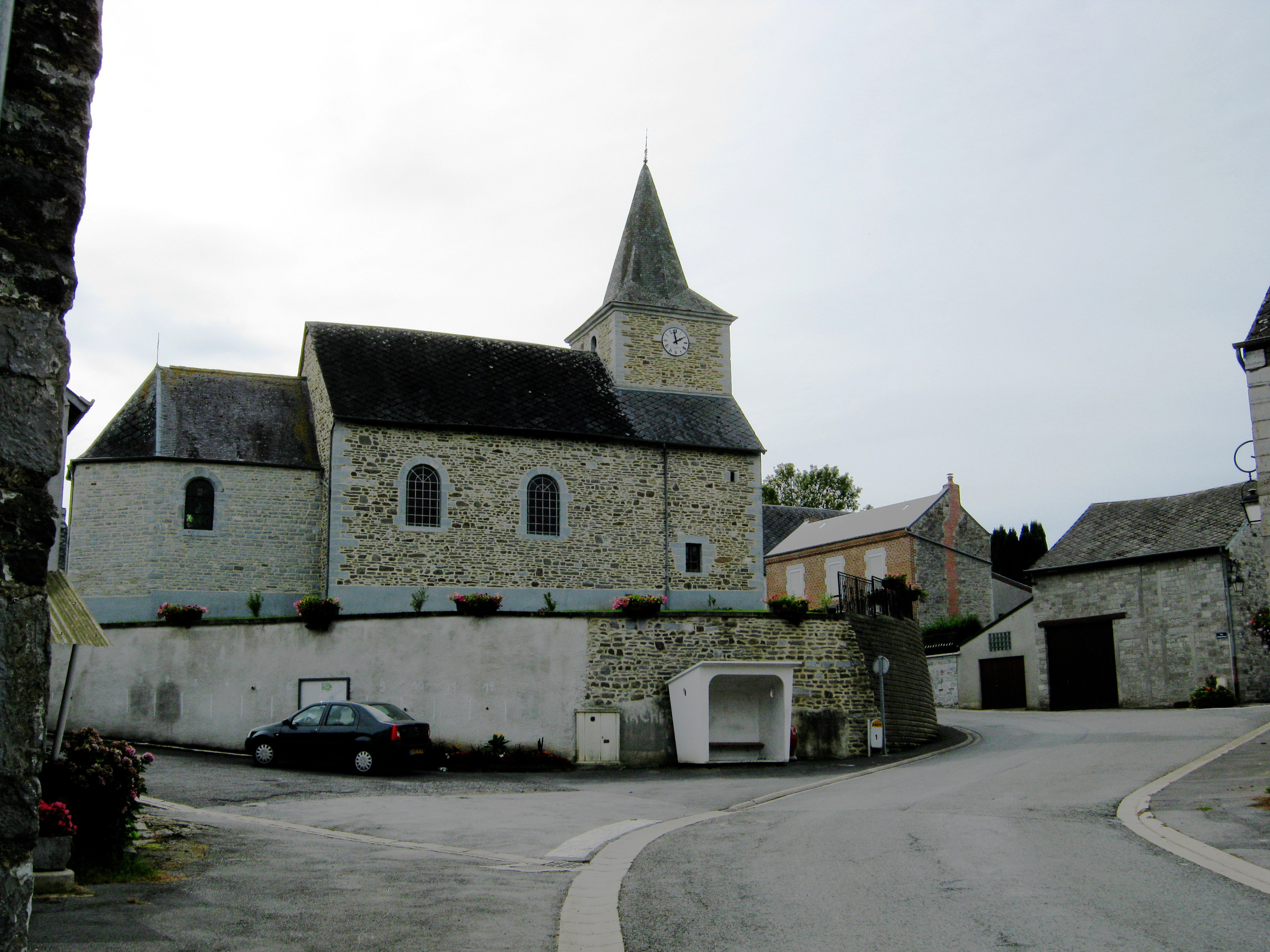
Kirche Saint-Nicaise
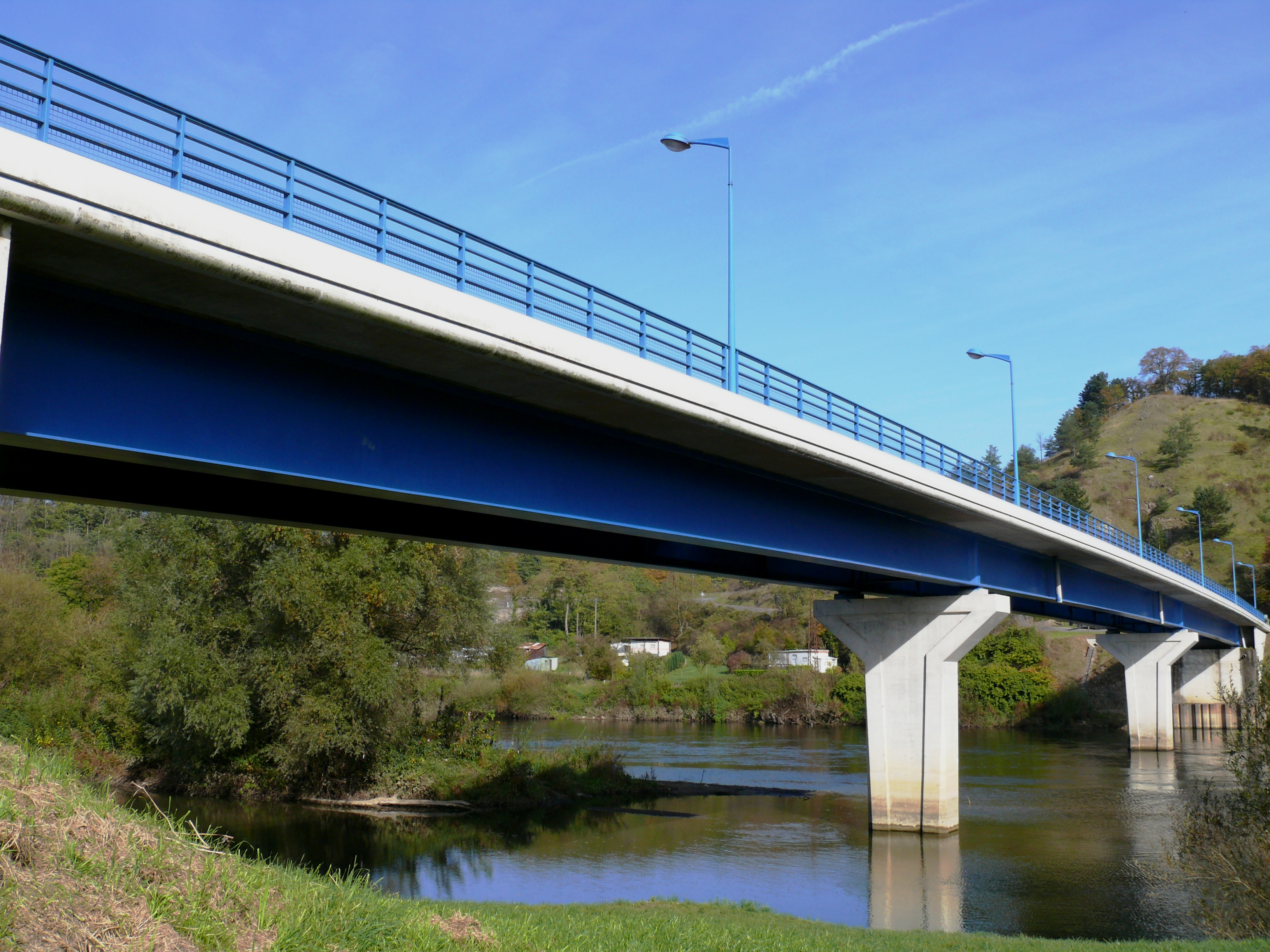
Maasbrücke in Ham
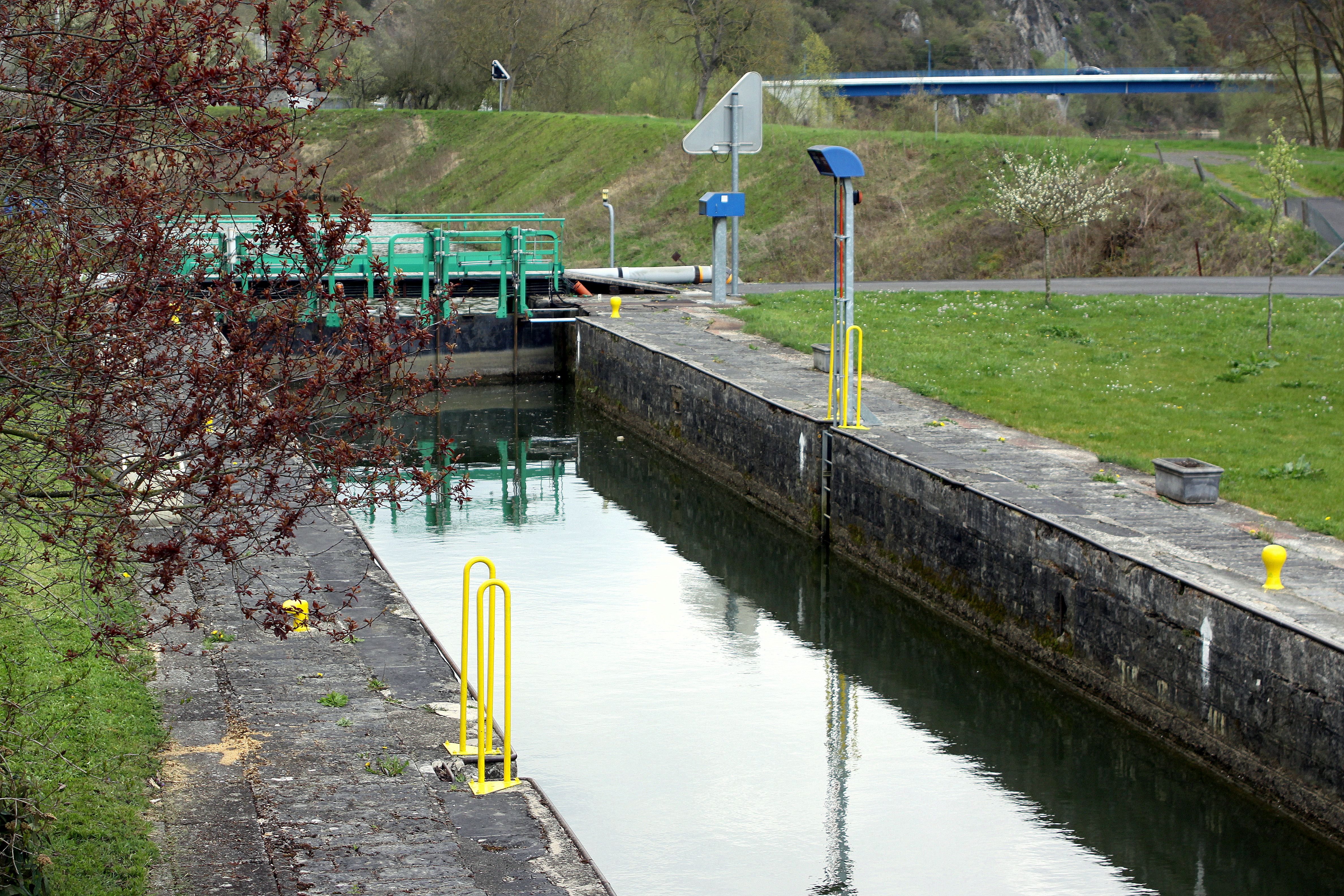
Schleuse Nr. 57 des Canal de la Meuse

## Wirtschaft und Infrastruktur
In Ham-sur-Meuse sind vier Landwirtschaftsbetriebe ansässig (Schaf-, Ziegen- und Rinderzucht).
Die Brücke über die Maas verbindet Ham-sur-Meuse mit der Fernstraße D 8051, die von Charleville-Mézières nach Givet führt und weiter nach Namur in Belgien.

## Belege
1. ↑  Ham-sur-Meuse auf cassini.ehess
2. ↑  Ham-sur-Meuse auf INSEE
3. ↑  Landwirtschaftsbetriebe auf annuaire-mairie.fr (französisch)